# Reinaldo Giudici
Reinaldo Giudici (1853-1921) fue un pintor ítalo-argentino, uno de los iniciadores de la pintura argentina y de los fundadores de la Sociedad Estímulo de Bellas Artes, nombre inicial de la Academia Nacional de Bellas Artes de Argentina.

## Biografía
Nacido en Lenno, Como, Lombardía, Italia,en 1853, emigró con su padre al Uruguay cuando tenía 8 años, radicándose en Montevideo. Allí ingresó en el taller del conocido pintor uruguayo Juan Manuel Blanes. Luego se radicó en Buenos Aires.
En 1878 fue becado por el gobierno de la provincia de Buenos Aires para que viajara a Italia a perfeccionarse. Allí estudió con César Maccari, perteneciente a la corriente de los macchiaioli, pero debió retornar a la Argentina debido a las dificultades para sustentarse. Volvió a Italia en 1880, nuevamente financiado por la provincia, estudiando en Venecia con Giacomo Favretto, quien le transmitió su manera de enfocar las cuestiones relacionadas con la luz y el color. Fue en ese momento en que recorrió Alemania y Suiza, exponiendo sus obras en Berlín y París, y realizando dos de sus cuadros más destacados, "La traicionada" y "La sopa de los pobres".
Fue docente durante 35 años, en la SEBA y la Academia Nacional de Bellas Artes y fue contratado también como decorador en el Teatro Colón. En 1904 recibió la Medalla de Oro en la Exposición Internacional de San Louis, de los Estados Unidos.

## Obras

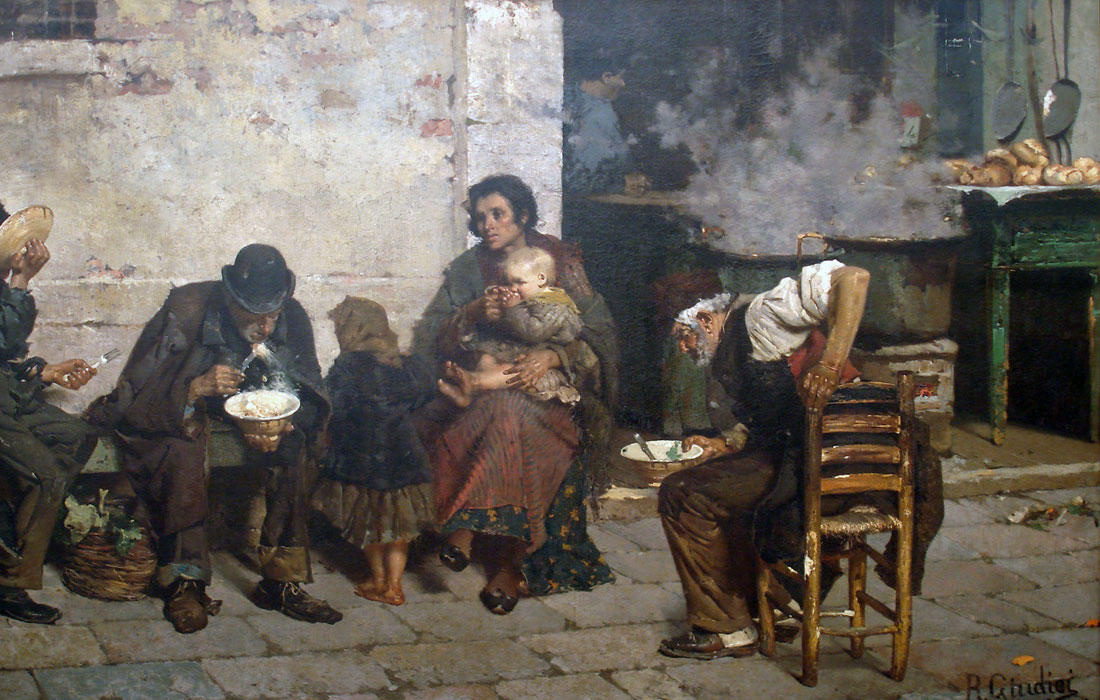
"La sopa de los pobres" (1884) de Reynaldo Giudici, exhibida en el Museo Nacional de Bellas Artes.

Entre sus obras se encuentra "La traicionada", por la que recibió un premio en Turín, para ser luego adquirida por el gobierno italiano. En Venecia pintó su famoso cuadro "La distribución de la sopa de los pobres", o simplemente "La sopa de los pobres", que fuera premiada en la Exposición de Berlín y adquirida luego por Eduardo Wilde en representación del gobierno argentino, para incorporarla al Museo Nacional de Bellas Artes, donde se encuentra exhibida.
Giudici realizó una obra encuadrada en el realismo de intención social, en auge en la Europa de fin de siglo XIX, y también en el costumbrismo. Al retornar a la Argentina, a mediados de la década de 1880, se volcó al retrato y el paisaje.

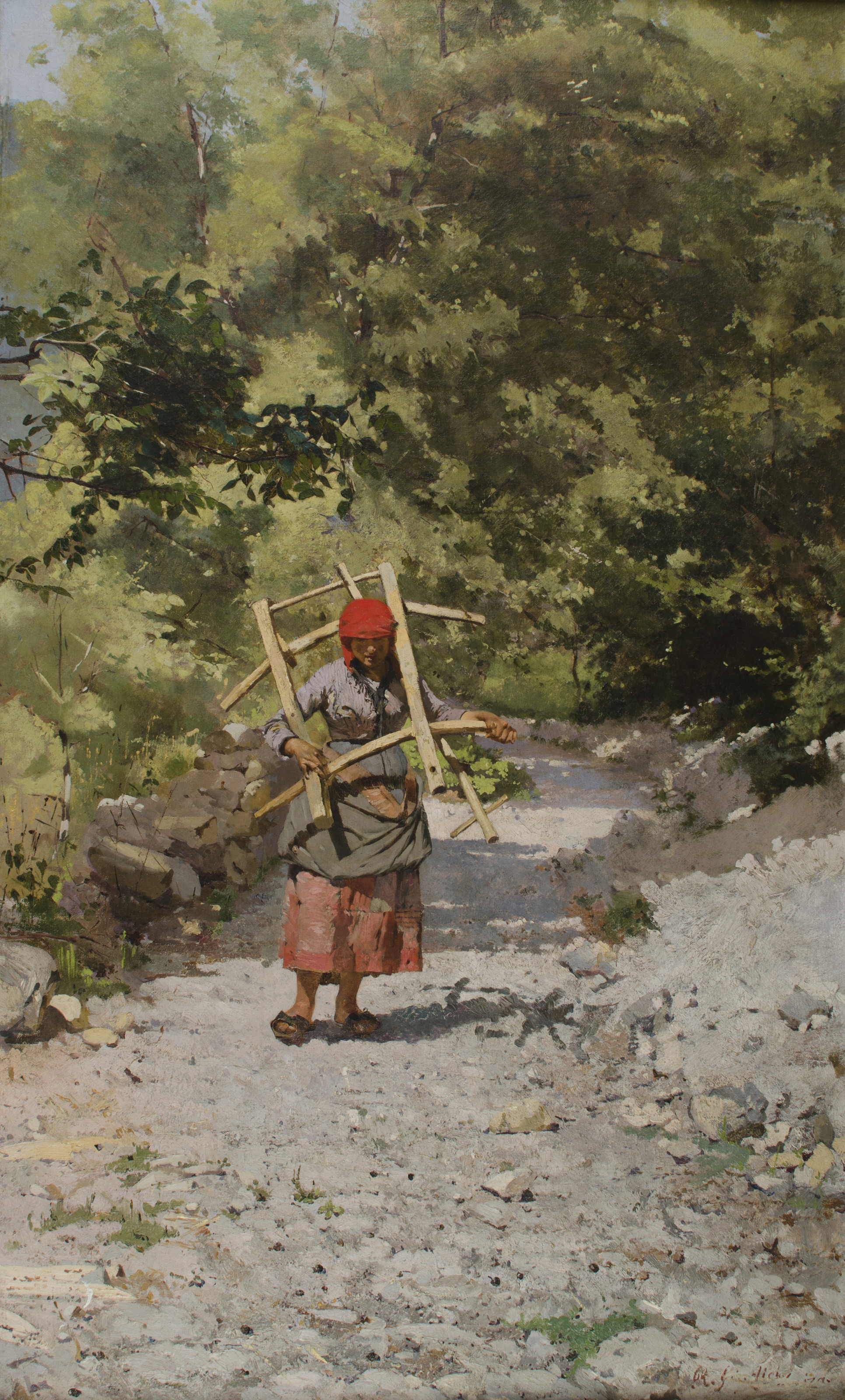
Subiendo la cuesta - Reynaldo Giudici